# Antler Lake
Antler Lake est un hameau situé dans le comté de Strathcona, dans le centre-est de la province d'Alberta.